# 安成县
安成县，秦朝时设置的县。

### 第一次设立
秦王政二十五年（前222年）时期设置，隶属于长沙郡，安成县治薪茨，在今安福县严田镇横屋村一带:15。新朝始建国元年（9年），安成县改为思成县。东汉复为安成县。三国吴宝鼎二年（267年），设立安成郡，郡治设平都县，辖安成、平都、宜春、萍乡、新渝、永新6县，属扬州。西晋太康元年（280年），安成县改为安复县。

### 第二次设立
隋开皇九年（589年），将安复县、平都县二县合并为安成县，属庐陵郡。治所即今江西安福县。开皇十八年（598年），安成县改安复县。